# Рубен Лимардо
Рубен Дарио Лимардо Гаскон (шп. Rubén Dario Limardo Gascón; Сиудад Боливар, 3. август 1985) је венецуелански мачевалац која се такмичи у дисциплини мач. Три пута је учествовао на Олимпијским играма, а најбољи резултат постигао је у Лондону 2012. када је освојио златну медаљу и тако постао други олимпијски првак уз Венецуеле у историји. На Светском првенству 2013. дошао је до сребра, на Панамеричком првенству 2015. до злата, а са Панамеричких игара има шест медаља, три златне и три сребрне.